# 岡山市農業協同組合
岡山市農業協同組合（おかやましのうぎょうきょうどうくみあい、通称JA岡山）は、岡山県岡山市北区に本所を置く農業協同組合。

## 概要
2000年に岡山市内にある14農協が合併したことにより発足。その後8年かけて7農協とも合併し、現在の業務区域となった。
ATMでは、JAバンクのカードは稼働時間内の終日において、また三菱UFJ銀行のカードは平日のみにおいて、それぞれ自行扱いとなる。
なお、2020年4月1日に当農協を除く8農協が合併し、晴れの国岡山農業協同組合（JA晴れの国）を発足させたが、時期尚早として参加を見送った。

## 業務区域
- 岡山県岡山市（瀬戸地域〔晴れの国岡山農業協同組合管轄〕を除く）
- 岡山県玉野市
- 岡山県瀬戸内市
- 岡山県加賀郡吉備中央町（加茂川地区）

### 2000年合併前の農協
- 岡山市
- 岡山市三蟠
- 高島
- 岡山一宮
- 足守町
- 津高
- 岡山市高松
- 吉備町
- 興除
- 妹尾町
- 岡山市福田
- 岡山市藤田
- 西大寺
- 上道町

### 2003年に合併した農協
- 玉野灘崎　（玉野市、旧灘崎町）
- 備南　（旧灘崎町）
- みつ　（旧御津町）
- 加茂川町　（吉備中央町の一部（旧加茂川町））
- 長船町　（瀬戸内市の一部（旧長船町））

### 2005年に合併した農協
- 福浜

### 2008年に合併した農協
- 瀬戸内　（瀬戸内市の一部（旧邑久町、旧牛窓町））

## 沿革
- 2000年7月1日 - 岡山市内にある14の農協が合併し、岡山市農業協同組合として発足。
- 2003年1月1日 - 玉野灘崎、備南、みつ、加茂川町、長船町の5農協を合併。
- 2005年11月1日 - 福浜農業協同組合を合併。
- 2008年10月1日 - 瀬戸内市のうち邑久地区と牛窓地区を管轄していた瀬戸内農業協同組合と合併し、これによって瀬戸内市のエリアが全域に拡大された。
- 2018年5月23日 - ノートルダム清心女子大学と包括連携協定[2]。